# Broken Blossoms
Broken Blossoms (bra: Lírio Partido; prt: O Lírio Quebrado), também conhecido como de The Yellow Man and the Girl, é um filme mudo estadunidense de 1919, escrito e dirigido por D. W. Griffith, com roteiro baseado no conto "The Chink and the Child", de Thomas Burke, publicado no livro Limehouse Nights, de 1916.

## Sinopse
Em 1919, no porto de Londres, um chinês que havia saído de seu país para espalhar a mensagem de paz de Buda já não tem mais fé nem vontade. Agora, ele tem uma loja e é viciado em ópio. Noutro canto desse mesmo porto, uma jovem vive em um casebre com seu pai, um boxeador violento que a espanca. Depois de uma das surras, ela sai sem rumo pelas ruelas do porto, até ser encontrada pelo chinês, que a acolhe em sua casa.

## Elenco
- Lillian Gish - Lucy Burrows
- Richard Barthelmess - Cheng Huan
- Donald Crisp - Battling Burrows
- Arthur Howard - Empresário de Burrows
- Edward Peil Sr.
- George Beranger
- Norman Selby - lutador